# Toy Boy
Toy Boy es una serie de televisión española producida por Atresmedia en colaboración con Plano a Plano para su emisión en Antena 3. Está protagonizada por Jesús Mosquera, Cristina Castaño y María Pedraza. Fue preestrenada en el FesTVal el 6 de septiembre, y luego en Atresplayer Premium el 8 de septiembre de 2019, antes de su estreno en Antena 3 el 25 de septiembre de 2019.
A pesar de las críticas negativas y su fracaso de audiencia en Antena 3, fue todo un éxito internacional en su llegada a Netflix. Debido a esto último, la propietaria de Antena 3, Atresmedia Televisión, anunció el 28 de julio de 2020 que la serie había sido renovada por una segunda temporada, la cual se estrenaría primero en Atresplayer Premium para después ser distribuida internacionalmente por Netflix. Dicha temporada se estrenó en Atresplayer Premium el 26 de septiembre de 2021 y se estrenó en Netflix el 11 de febrero de 2022.

## Sinopsis

### Primera temporada
Hugo Beltrán (Jesús Mosquera) es un estríper joven, guapo y despreocupado. Una madrugada se despierta en un velero, tras una noche de fiesta y excesos, al lado del cadáver quemado de un hombre, supuestamente el del marido de Macarena Medina, su amante (Cristina Castaño), una mujer madura y poderosa con la que mantenía una tórrida relación sentimental de alto voltaje sexual. Hugo no recuerda nada de lo que ocurrió la noche del crimen, pero está seguro de que él no es el asesino, sino la víctima de un montaje para inculparlo. Tras un rápido juicio es condenado a quince años de cárcel.
Siete años más tarde, en la cárcel recibe la visita de Triana Marín (María Pedraza), una joven abogada que, en representación de un importante bufete, se ofrece a ayudarlo, reabrir el caso y tratar de demostrar su inocencia en un nuevo juicio. Aunque Hugo desconfía del ofrecimiento, Triana consigue la anulación de la condena y sale de la cárcel, en libertad condicional y pendiente de la celebración de un nuevo juicio en el que tendan que ser capaces de demostrar su inocencia.
A partir de este momento, Triana y Hugo deben trabajar juntos para intentar desenmarañar una compleja trama que llevó a una persona inocente a la cárcel. Una relación que no es fácil, ya que pertenecen a mundos diametralmente opuestos; ella es una abogada con un futuro prometedor, trabajadora, responsable y brillante. Él, un amo de la noche, expresidiario y considerado un asesino por todo el mundo excepto por él mismo y con sed de venganza.

### Segunda temporada
Hugo Beltrán ha conseguido demostrar su inocencia por el asesinato de Philip Norman, pero los enemigos que se ha ganado en el proceso han querido cobrarse su deuda. Una bomba en el Inferno ha destrozado los sueños de los Toy Boys y dejado a Triana al borde de la muerte. Y Hugo no puede permitir que el responsable salga impune.
Pero, ¿Quién ha podido ser? Aunque las heridas entre los Rojas y los Medina siguen abiertas, parece que por el momento han enterrado el hacha de guerra. Macarena ha desaparecido de la ciudad para desintoxicarse en una clínica de su adicción al sexo, el comisario Zapata se ha jubilado y Benigna está demasiado ocupada intentando mantener el control de Medina-Rojas.
Todo apunta a que el agresor de Triana está en el One Per Cent, el nuevo club de striptease de lujo de Marbella. Así que los Toy Boys comienzan a bailar allí, dispuestos a descubrir la verdad. Pero El Turco y Rania, los dueños del club, no están dispuestos a dejar que nadie destape los secretos de su local. Al fin y al cabo, es imposible construir un imperio en la Costa del Sol sin mancharse las manos de sangre.

## Reparto

### 1ª temporada

#### Reparto principal
- Jesús Mosquera - Hugo Beltrán González
- María Pedraza - Triana Marín
- José de la Torre - Iván Nieto Guillén
- Cristina Castaño - Macarena Medina de Solís
- Carlo Costanzia - Jairo Soto
- Raudel Raúl Martiato - Germán
- Juanjo Almeida - Andrea Norman Medina
- José Manuel Seda - Borja Medina de Solís (Episodio 1 - Episodio 2; Episodio 4 - Episodio 11)
- Álex Gadea - Mateo Medina de Solís
- Javier Mora - Ángel Altamira Velázquez (Episodio 1 - Episodio 10; Episodio 13)

Con la colaboración especial de
- Pedro Casablanc - Inspector Mario Zapata
- Elisa Matilla - María Teresa Rojas Romero (Episodio 4 - Episodio 10; Episodio 12)
- María Pujalte - Carmen de Andrés (Episodio 1 - Episodio 11)
- Adelfa Calvo - Doña Benigna Rojas Romero

#### Reparto secundario
- Carlos Scholz - Óscar (Episodio 1 - Episodio 13)
- Nía Castro - Claudia (Episodio 1 - Episodio 13)
- Miriam Díaz-Aroca - Comisaria Luisa García García (Episodio 8 - Episodio 12)

#### Reparto episódico
- Virgil-Henry Mathet - Philip Norman (Episodio 1; Episodio 3; Episodio 7)
- Cinta Ramírez - Lucía
- Teresa Arbolí - Jueza Ocaña (Episodio 1; Episodio 5 - Episodio 7)

### 2ª temporada

#### Reparto principal
- Jesús Mosquera - Hugo Beltrán González
- Cristina Castaño - Macarena Medina de Solís
- José de la Torre - Iván Nieto Guillén
- María Pedraza - Triana Marín (Episodio 14 - Episodio 15; Episodio 18 - Episodio 21)
- Carlo Costanzia - Jairo Soto
- Raudel Raúl Martiato - Germán
- Juanjo Almeida - Andrea Norman Medina

Con la colaboración especial de
- Pedro Casablanc - Inspector Mario Zapata
- Federica Sabatini - Rania Giallo
- Álex González como Leonardo Jiménez Giallo "El Turco"
- María Pujalte - Carmen de Andrés
- Maxi Iglesias - Darío (Episodio 19 - Episodio 21)
- Adelfa Calvo - Doña Benigna Rojas Romero

#### Reparto secundario
- Javier Mora - Ángel Altamira Velázquez (Episodio 14)
- Enrique Arce - Gurú (Episodio 14 - Episodio 15)
- Paco Marín - Padre de Triana (Episodio 15 - Episodio 18)
- Toni Zenet - Empresario (Episodio 15; Episodio 18)
- José Manuel Seda - Borja Medina (Episodio 19 - Episodio 20)
- Eduardo Velasco - Padre de Darío (Episodio 20)
- Joaquín Núñez - Traficante de armas (Episodio 20)

#### Reparto episódico
- Juan Betancourt - Juan (Episodio 14 - Episodio 15)
- Ibrahim Al Shami - David Montenegro Liaño (Episodio 14; Episodio 16 - Episodio 18)

## Temporadas
| Temporada | Temporada | Episodios | Atresplayer Premium      | Atresplayer Premium     | Antena 3                 | Antena 3                | Estreno en Netflix    | Audiencia media | Audiencia media |
| Temporada | Temporada | Episodios | Estreno                  | Final                   | Estreno                  | Final                   | Estreno en Netflix    | Espectadores    | Cuota           |
| --------- | --------- | --------- | ------------------------ | ----------------------- | ------------------------ | ----------------------- | --------------------- | --------------- | --------------- |
|           | 1         | 13        | 8 de septiembre de 2019  | 1 de diciembre de 2019  | 25 de septiembre de 2019 | 17 de diciembre de 2019 | 28 de febrero de 2020 | 1 128 000       | 8,4%            |
|           | 2         | 8         | 26 de septiembre de 2021 | 21 de noviembre de 2021 | -                        | -                       | 11 de febrero de 2022 | -               | -               |

### Primera temporada (2019)
| N.º en serie | N.º en temp. | Título                 | Dirigido por   | Escrito por                                                 | Fecha de estreno en Antena 3 | Fecha de preestreno en Atresplayer Premium | Audiencia en Antena 3 |
| ------------ | ------------ | ---------------------- | -------------- | ----------------------------------------------------------- | ---------------------------- | ------------------------------------------ | --------------------- |
| 1            | 1            | «Piloto»               | Iñaki Mercero  | Rocío Martínez y Juan Carlos Cueto                          | 25 de septiembre de 2019     | 8 de septiembre de 2019                    | 1 849 000 (13,6%)     |
| 2            | 2            | «De entre los muertos» | Iñaki Mercero  | Pablo Roa y Fernando Sancristóbal                           | 2 de octubre de 2019         | 15 de septiembre de 2019                   | 1 496 000 (10,8%)     |
| 3            | 3            | «El juicio final»      | Javier Quintas | Rocío Martínez, Juan Carlos Cueto y Fernando Sancristóbal   | 9 de octubre de 2019         | 22 de septiembre de 2019                   | 1 281 000 (9,5%)      |
| 4            | 4            | «Casilla de salida»    | Javier Quintas | Fernando Sancristóbal y Almudena Ocaña                      | 16 de octubre de 2019        | 29 de septiembre de 2019                   | 1 094 000 (8,0%)      |
| 5            | 5            | «El pulso del asesino» | Javier Quintas | Rocío Martínez, Juan Carlos Cueto, Pablo Roa y Ramón Tarrés | 23 de octubre de 2019        | 6 de octubre de 2019                       | 1 038 000 (7,6%)      |
| 6            | 6            | «El final del túnel»   | Iñaki Mercero  | Fernando Sancristóbal y Almudena Ocaña                      | 30 de octubre de 2019        | 13 de octubre de 2019                      | 1 027 000 (8,1%)      |
| 7            | 7            | «Juego de máscaras»    | Iñaki Mercero  | Pablo Roa y Ramón Tarrés                                    | 6 de noviembre de 2019       | 20 de octubre de 2019                      | 1 016 000 (7,6%)      |
| 8            | 8            | «Único testigo»        | Iñaki Mercero  | Pablo Roa y Ramón Tarrés                                    | 13 de noviembre de 2019      | 27 de octubre de 2019                      | 990 000 (7,7%)        |
| 9            | 9            | «Amor de madre»        | Javier Quintas | Fernando Sancristóbal y Almudena Ocaña                      | 20 de noviembre de 2019      | 3 de noviembre de 2019                     | 927 000 (6,6%)        |
| 10           | 10           | «Polaroids»            | Javier Quintas | Pablo Roa y Ramón Tarrés                                    | 27 de noviembre de 2019      | 10 de noviembre de 2019                    | 929 000 (6,9%)        |
| 11           | 11           | «Cachorro»             | Javier Quintas | Fernando Sancristóbal y Almudena Ocaña                      | 3 de diciembre de 2019       | 17 de noviembre de 2019                    | 854 000 (6,3%)        |
| 12           | 12           | «Redención»            | Iñaki Mercero  | Pablo Roa, Ramón Tarrés y Fernando Sancristóbal             | 10 de diciembre de 2019      | 24 de noviembre de 2019                    | 1 058 000 (8,0%)      |
| 13           | 13           | «Ángeles caídos»       | Iñaki Mercero  | Rocío Martínez, Juan Carlos Cueto, Pablo Roa y Ramón Tarrés | 17 de diciembre de 2019      | 1 de diciembre de 2019                     | 1 101 000 (9.0%)      |

### Segunda temporada (2021)
| N.º en serie | N.º en temp. | Título                            | Dirigido por    | Escrito por                                       | Fecha de estreno en Atresplayer Premium | Fecha de estreno en Netflix |
| ------------ | ------------ | --------------------------------- | --------------- | ------------------------------------------------- | --------------------------------------- | --------------------------- |
| 14           | 1            | «La persona a la que más quieres» | Javier Quintas  | Pablo Roa, Verónica Marzá y Fernando Sancristóbal | 26 de septiembre de 2021                | 11 de febrero de 2022       |
| 15           | 2            | «¿Qué es el amor para ti?»        | Javier Quintas  | Fran Carballal y Verónica Marzá                   | 3 de octubre de 2021                    | 11 de febrero de 2022       |
| 16           | 3            | «El precio de los dioses»         | Javier Quintas  | Nerea Gil y Enrique Lojo                          | 10 de octubre de 2021                   | 11 de febrero de 2022       |
| 17           | 4            | «Cielo e Infierno»                | Javier Quintas  | Pablo Manchado y Fran Carballal                   | 24 de octubre de 2021                   | 11 de febrero de 2022       |
| 18           | 5            | «Templos profanados»              | Laura M. Campos | Nerea Gil y Enrique Lojo                          | 31 de octubre de 2021                   | 11 de febrero de 2022       |
| 19           | 6            | «Un gesto de amor»                | Laura M. Campos | Pablo Manchado y Fran Carballal                   | 7 de noviembre de 2021                  | 11 de febrero de 2022       |
| 20           | 7            | «¿Por qué me llaman El Turco?»    | Javier Quintas  | Pablo Manchado, Nerea Gil y Verónica Marzá        | 14 de noviembre de 2021                 | 11 de febrero de 2022       |
| 21           | 8            | «Puertas que se abren»            | Javier Quintas  | Pablo Roa, Verónica Marzá y Fernando Sancristóbal | 21 de noviembre de 2021                 | 11 de febrero de 2022       |

## Producción
Los actores principales se anunciaron en septiembre de 2018, siendo Cristina Castaño, Jesús Mosquera y María Pedraza. En enero de 2019 se confirmó a los actores que formarían el grupo de los estríperes en la serie: José de la Torre, Carlo Costanzia, Raudel Raul Martiato y Carlos Scholz. Además de las participaciones de Pedro Casablanc, María Pujalte, Adelfa Calvo, Elisa Matilla y Álex Gadea. Meses después, se confirmó la presencia de Miriam Díaz Aroca como personaje secundario.
Tras el éxito de la serie en Netflix, se desarrolló una segunda temporada con las incorporaciones al reparto principal de Michele Morrone y Federica Sabatini. Aunque finalmente, Morrone se cayó del reparto, siendo sustituido por Álex González, además de la marcha de Carlos Scholz del reparto. A principios de septiembre de 2021 se anunció la participación de Maxi Iglesias en la ficción. Días más tarde, fueron anunciados Enrique Arce, Paco Marín, Ibrahim Al Shami, Toni Zenet y Juan Betancourt como personajes secundarios.

## Lanzamiento
La serie fue proyectada por primera vez en el FesTVal el 6 de septiembre de 2019 y fue preestrenada en Atresplayer Premium dos días después, a partir del 8 de septiembre de 2019, antes de su estreno en Antena 3 el 25 de septiembre de 2019, siendo la primera serie de la cadena en preestrenarse en Atresplayer Premium luego del anuncio de su reformación por parte de Atresmedia. Después de su paso por Antena 3 y Atresplayer Premium, se estrenó mundialmente en Netflix el 28 de febrero de 2020.
El 16 de septiembre de 2021, se anunció que la segunda temporada llegaría a Atresplayer Premium el 26 de septiembre de 2021. En enero de 2022, se anunció que la segunda temporada llegaría a Netflix el 11 de febrero de 2022.

## Recepción

### Crítica
Toy Boy ha recibido críticas bastante negativas por parte de los críticos. Pedro Zárate, redactor de Vertele, otorgó a Toy Boy una crítica negativa, describiéndola como "una vuelta a ese pasado que parecía haber quedado enterrado después de Bienvenidos al Lolita", y apuntando que, aunque sobre el papel "el punto de partida resultaba interesante", la serie "no consigue lucirlo", debido a un "guion con falta de gancho" que "le hace perder la batalla contra los excesivos 80 minutos del capítulo inicial" y que "todo es tan plano y carente de ambición que no se aprovecha el potencial de un thriller [...] demasiado convencional para los tiempos que corren". El redactor de Vertele critica también las actuaciones de María Pedraza y especialmente de Jesús Mosquera y describiendo la de Cristina Castaño solamente como "correcta", concluyendo que la serie es "un claro paso atrás para la ficción de Atresmedia". Albertini, de Espinof, dio a la serie una estrella de cinco y una crítica igual de negativa, diciendo que es una serie que esperaría más de Telecinco que de Antena 3 y que es un ejemplo principal del que considera "uno de los principales pecados capitales de la televisión en España": convocar un reparto de "caras guapas" sin importar si saben actuar o no, además de criticar el guion por "situaciones y escenas que juegan muy al límite con el pacto de incredulidad del espectador" y por desaprovechar los elementos eróticos y no otorgar el peso necesario a la serie cuando se vuelve "seria". Albertino asegura que en lo que mejor funciona la serie es la escena en la que Hugo y sus amigos intentan recrear el 'show' que tantas alegrías les dio en el pasado. El crítico agrega que la serie habría sido mucho mejor si hubiera sido exclusivamente sobre eso, y confesó que, si no hubiera sido producida por César Benítez para Atresmedia, la habría descartado de primeras.
Cristian Quijorna, de FormulaTV, aunque criticó la duración de 80 minutos del primer capítulo, el desequilibrio entre sus muchas tramas, la falta de riesgo con los elementos eróticos y las actuaciones de Pedraza y Mosquera, fue un poco más positivo con la serie, elogiando las actuaciones de los más veteranos (especialmenta la de Castaño) y le dio crédito por "dar lo que promete". Miguel Ángel Rodríguez también fue más positivo con la serie, elogiando la actuación de Castaño y las de los actores secundarios más veteranos, la fotografía, y por tener la erótica justa para su emisión en prime time en una cadena en abierto. Criticó la excesiva duración de 80 minutos y las actuaciones de los 'toy boys', Mosquera incluido, aunque le dio a este último el beneficio de la duda por ser su primera vez en un rol cinematográfico.
Juan M. Fdez, de Bluper, fue positivo con respecto a las actuaciones de los más veteranos, incluyendo la de Castaño, además de compararla favorablemente con Instinto en cuanto a los elementos eróticos, pero criticó las actuaciones de Mosquera y especialmente la de Pedraza, además de criticar las subtramas y el excesivo metraje, usando a la serie como el ejemplo de por qué las series "no pueden ser de 70 minutos".